# Friedrich von Georgi

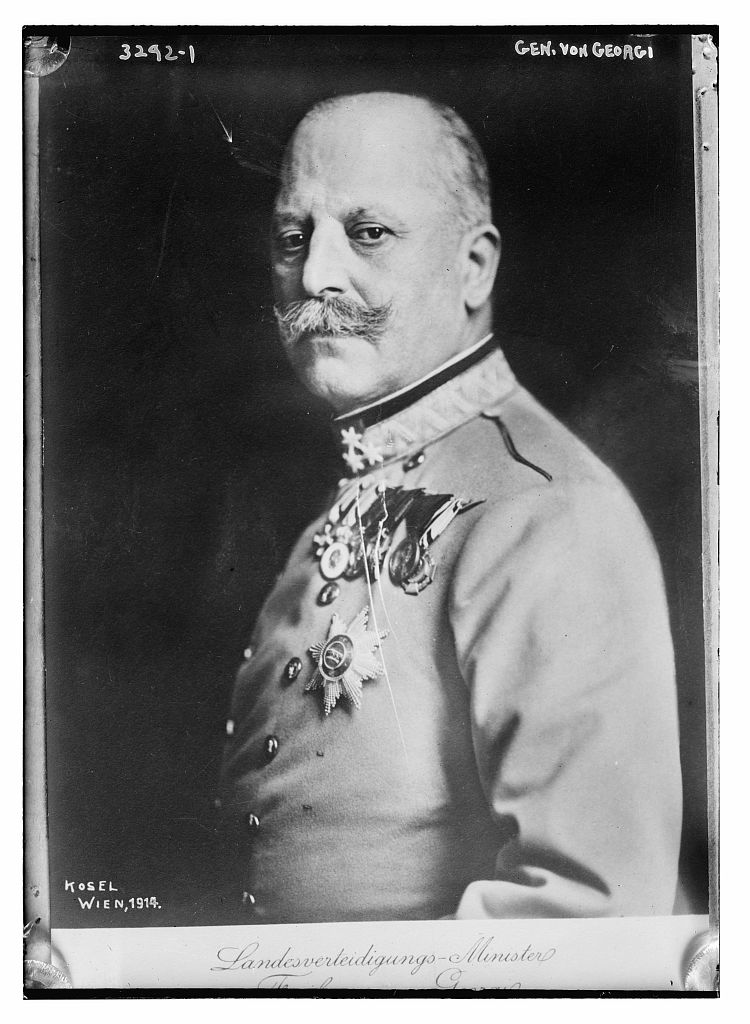

Friedrich Freiherr von Georgi (27 de enero de 1852 - 1926) fue un General del Ejército austrohúngaro.

## Biografía
Nació en Praga, entonces parte de Bohemia. Siendo el hijo de un Coronel militar, von Georgi nació en el seno de una familia noble que originalmente provenía de Sajonia. Asistió a la Academia Teresiana de Cadetes en Hainburg. Después de completar su educación el 1 de septiembre de 1871, fue comisionado como Teniente en el Batallón Feldjäger N.º 6.
En mayo de 1877, von Georgi contrajo matrimonio con Bertha Stamm. Juntos tuvieron cuatro hijos, aunque dos de ellos murieron en la infancia. Entre 1879 y 1881 se unió a la academia militar en Viena. En 1882, von Georgi vio acción en su primera batalla como oficial del estado mayor general de la 5.ª Gebirgsbrigade durante una rebelión en Herzegovina. Tras la campaña, le fue concedida la Medalla al Mérito Militar en bronce tras su introducción en 1890.

## Condecoraciones
- Medalla al Mérito Militar en Bronce (después con espadas) (Austria-Hungría, 1890)
- Cruz al Mérito Militar (Austria-Hungría, octubre de 1898)
- Orden de la Corona de Hierro, 3.ª clase (Austria, enero de 1903)
- Elegido al Consejo Privado (4 de agosto de 1908)
- Orden del Águila Roja (Prusia, 1908)
- Orde de la Corona de Hierro, 1.ª clase (Austria, 9 de marzo de 1909)
- Orden de San Alejandro (Bulgaria, octubre de 1912)
- Cruz de Hierro de 1914, 1.ª y 2.ª clase (Prusia)
- Gran Cruz de la Orden al Mérito Militar con espadas (Baviera, 1914)
- Gran Cruz de la Orden de Leopoldo (Austria, 12 de agosto de 1913, con decoración de guerra asociada el 10 de agosto de 1916)
- Cruz al Mérito Militar, 1.ª clase (Austria-Hungría, 3 de febrero de 1915)
- Condecoración de Honor por Servicios de la Cruz Roja (8 de marzo de 1915)
- Medalla al Mérito Militar en Oro (25 de noviembre de 1916)
- Gran Cruz de la Orden de la Corona con espadas (Wurtemberg, 1916)
- Cruz Marian de los Caballeros Teutónicos (1916)
- Medalla de la Cruz Roja (Prusia, 1916)
- Orden del Medjidie (Imperio otomano, 1916)
- Gran Cruz de la Orden de Alberto con estrella dorada (Sajonia, 1917)
- Estrella de Galípoli (Imperio otomano, 1917)
- Medalla Imtiyaz en Oro (Imperio otomano, 1917)